# Swertia shintenensis
Swertia shintenensis är en gentianaväxtart som beskrevs av Bunzo Hayata. Swertia shintenensis ingår i släktet Swertia och familjen gentianaväxter. Inga underarter finns listade i Catalogue of Life.